# Pseudosympycnus latipes
Pseudosympycnus latipes är en tvåvingeart som först beskrevs av Octave Parent 1930.  Pseudosympycnus latipes ingår i släktet Pseudosympycnus och familjen styltflugor. Inga underarter finns listade i Catalogue of Life.